# Honduras nos Jogos Paralímpicos de Verão de 2016
Honduras participou dos Jogos Paralímpicos de Verão de 2016, que foram realizados na cidade do Rio de Janeiro, no Brasil, entre os dias 7 e 18 de setembro de 2016.